# Новокиевка (Омская область)
Новоки́евка — село в Любинском районе Омской области. Административный центр Новокиевского сельского поселения.

## История
Основано в 1908 году. В 1928 году посёлок Ново-Киевка состоял из 74 хозяйств, основное население — украинцы. В административном отношении являлся центром Славянского сельсовета Любинского района Омского округа Сибирского края.

## Население
| 2010 |
| ---- |
| 583  |

## Улицы
| - ул. Зелёная, - ул. Куйбышева, | - ул. Рабочая, - ул. Юности. |